# Дарлово
Дарлово (пол. Darłówo, нім. Rügenwalde) — курортне і портове місто в Польщі, на Балтійському морі.
На 31 березня 2014 року, у місті було 14 195 жителів.

## Історія
Найдавніші археологічні ознаки поселення в цьому районі з’явилися, коли римські купці, на початку н.е. подорожували Бурштиновим шляхом. До 11-го століття місце розташування пізнішого міста Дарлово вже ставало великим торговим центром. 
Поселення отримало права міста в 1312 році. Було столицею Поморсько-Руґенвальдського князівства. Кнізя Померанії побудували тут всій палац і замок на сусідньому острові та обрали його своєю резиденцією.

## Демографія
Демографічна структура станом на 31 березня 2011 року:
|          | Загалом | Допрацездатний вік | Працездатний вік | Постпрацездатний вік |
| -------- | ------- | ------------------ | ---------------- | -------------------- |
| Чоловіки | 7013    | 1290               | 5031             | 692                  |
| Жінки    | 7429    | 1186               | 4508             | 1735                 |
| Разом    | 14442   | 2476               | 9539             | 2427                 |

## Пам'ятки

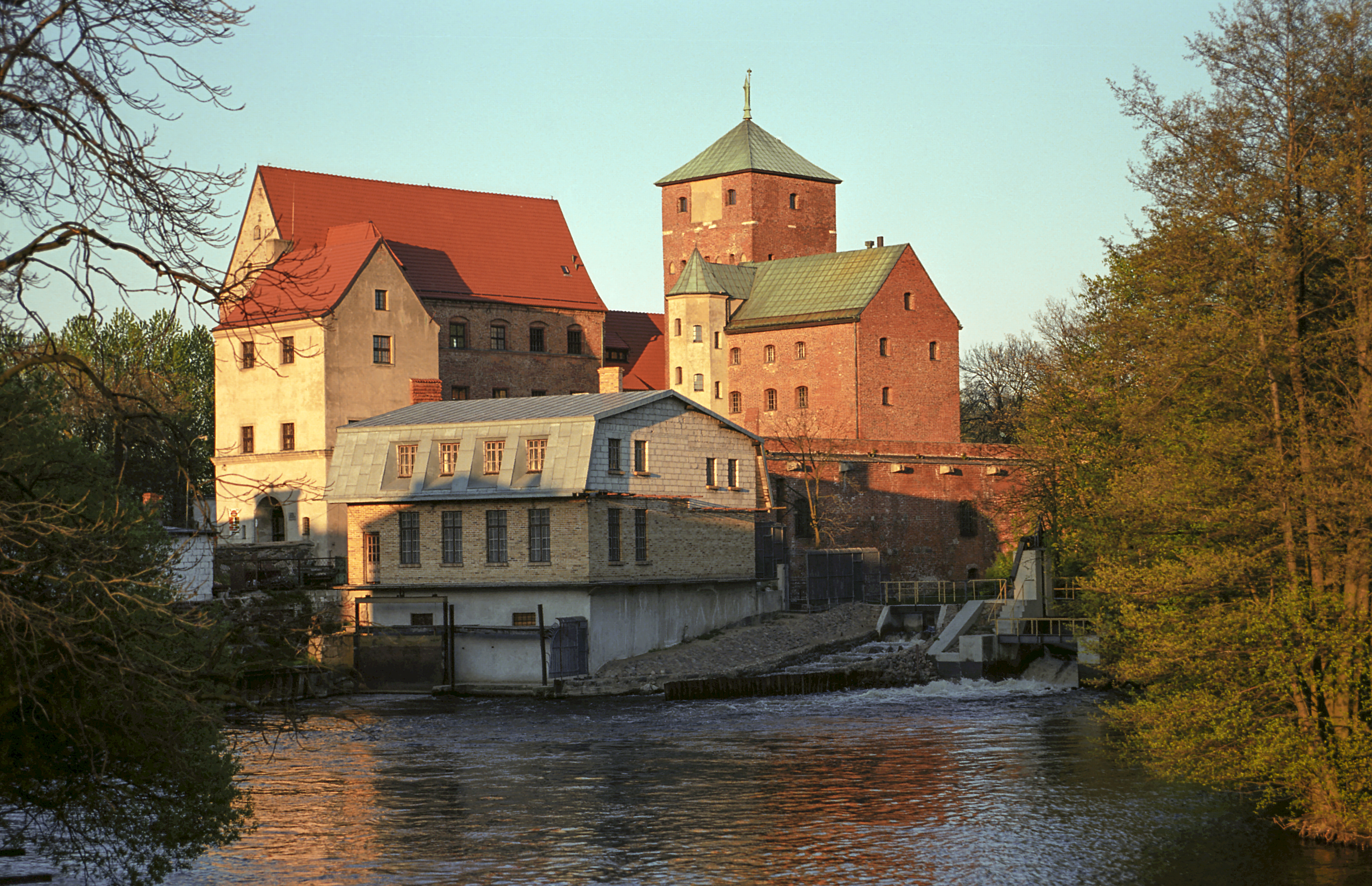
Замок Поморських князів у Дарлові
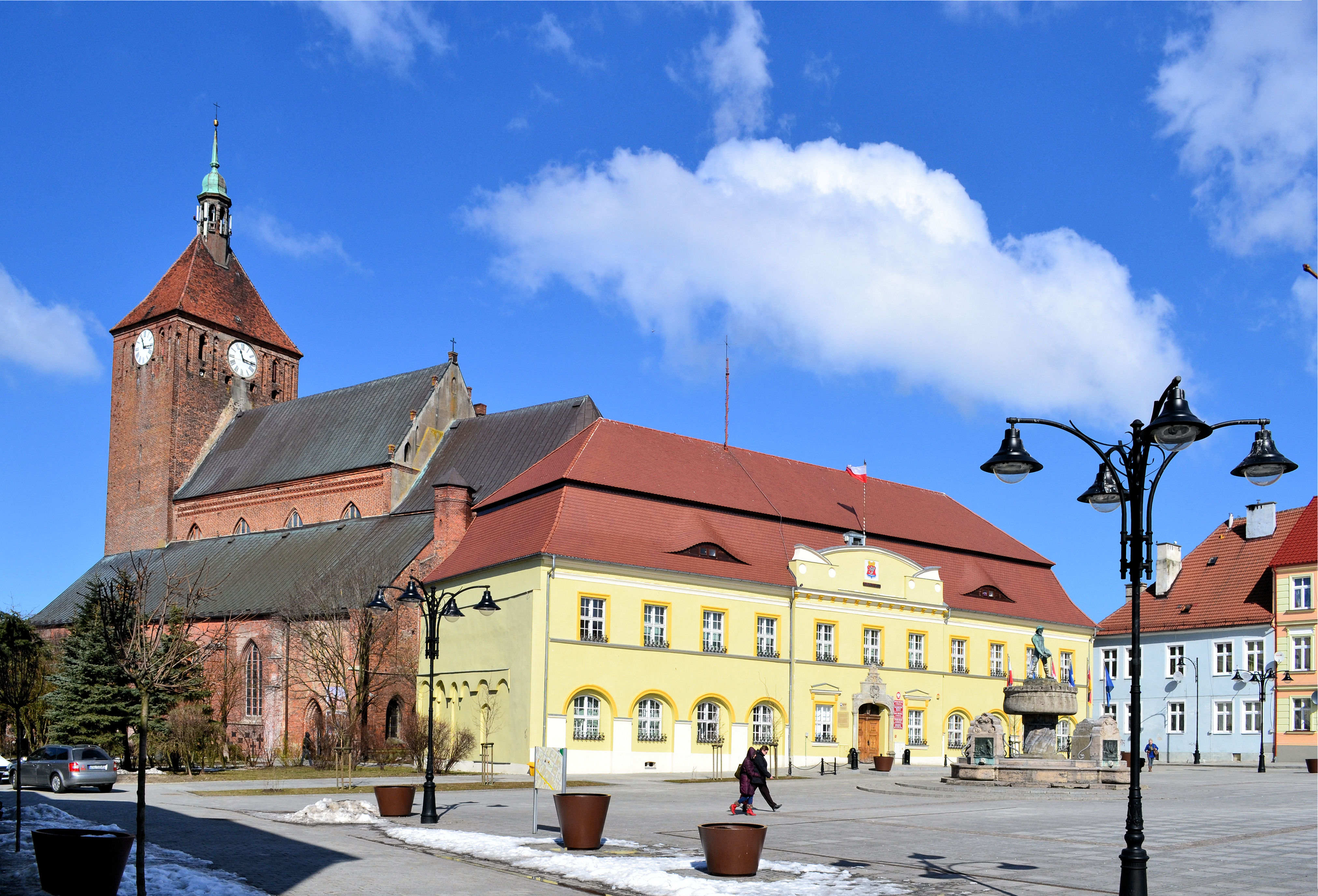
Площа Ринок в Дарлові: Костьол Матері Божої, ратуша і пам'ятник рибалці
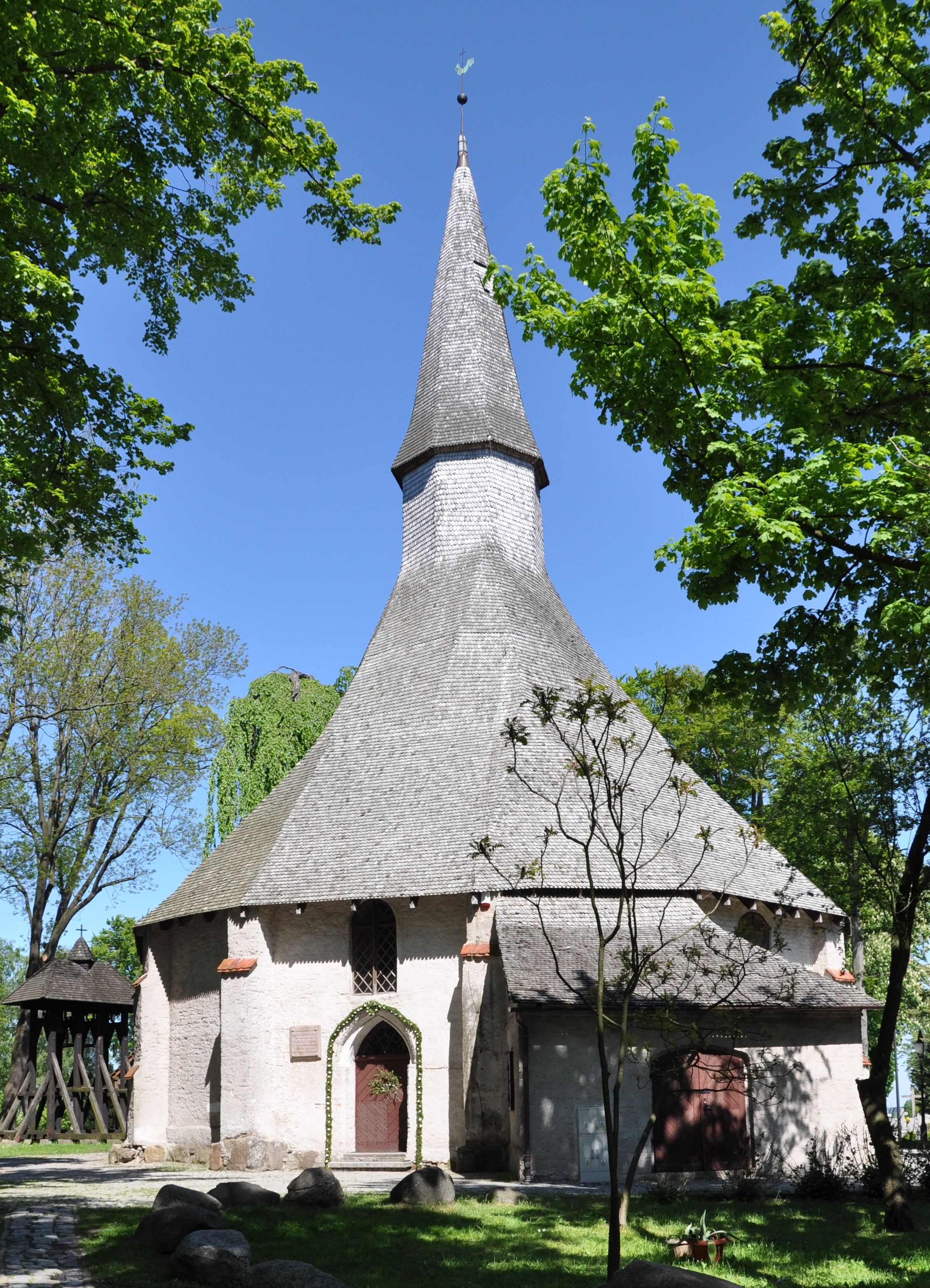
Костьол Святої Гертруди